# Murao Nakamura
 (août 2015).
Pour les articles homonymes, voir Nakamura.
Murao Nakamura (中村 武羅夫, Nakamura Murao), 4 octobre 1886 - 13 mai 1949, est un romancier et critique littéraire japonais.
Nakamura se fait connaître avec l'article Honkaku shōsetsu to shinkyō shōsetsu to, paru au début 1924 dans la revue littéraire Shin shōsetsu, article qui ouvre le débat entre le « roman je » et le « roman authentique » (honkaku shōsetsu).
 Dans le même temps il voit le « roman-je » comme la forme authentique de la littérature, comme le « roman authentique », basé non seulement sur l'expérience propre de l'auteur mais à laquelle se mélangent inévitablement des fictions. La discussion est reprise par des critiques comme Masao Kume et se poursuit ultérieurement avec d'autres.

## Source de la traduction
- (de) Cet article est partiellement ou en totalité issu de l’article de Wikipédia en allemand intitulé « Nakamura Murao » (voir la liste des auteurs).
- Notices d'autorité :   - VIAF
  - ISNI
  - IdRef
  - LCCN
  - Japon
  - CiNii
  - Israël
  - Corée du Sud
  - WorldCat